# Carmelina Naselli
Carmelina Naselli (Catania, 4 novembre 1894 – Catania, 13 novembre 1971) è stata una letterata, etnologa e bibliotecaria italiana.

## Biografia e carriera
Laureatasi in lettere nel 1919 presso l'Università di Catania con Achille Pellizzari, proseguì gli studi di perfezionamento alla "Scuola di Studi Superiori in Letteratura Italiana" di Firenze, sotto la guida di Guido Mazzoni, con cui conseguì il perfezionamento e l'abilitazione all'insegnamento nel 1921. Negli anni successivi, frutto degli studi di storia della letteratura italiana compiuti a Firenze furono le due opere Il Petrarca nell’Ottocento (1923) e Domenico Cavalca (1925).
Decisiva fu poi la conoscenza di Luigi Sorrento, filologo e critico letterario, che la fece appassionare agli studi folklorici, invitandola a collaborare alla redazione del volume L'isola del sole (1926), un'antologia di canti, novelle e costumi popolari siciliani. Da questo momento in poi, la storia delle tradizioni popolari sarà la ragione principale dei suoi studi e delle sue ricerche così come il comune motivo di fondo di quasi tutte le sue opere successive.
Ritornata a Catania, iniziò a insegnare nelle scuole pubbliche, ma al contempo si dedicò, con passione e competenza, agli studi storici sulle tradizioni e sulla cultura locale, in particolare si interessò alle varie manifestazioni civili, politiche e religiose di cui la provincia etnea è ricca, nonché alla storia delle istituzioni culturali locali, scrivendo tra l'altro un'apprezzata Storia dell'Università di Catania dalle origini ai nostri giorni (1934), ed organizzando altresì mostre, convegni ed esposizioni. Nel 1935, curò la Mostra interprovinciale di arti popolari siciliane, una delle prime in Italia, la cui attività venne testimoniata da alcune sue pubblicazioni che resero nota tale mostra a livello nazionale.
Con le pubblicazioni che aveva realizzato fino ad allora, riuscì a conseguire nel 1936 la libera docenza in letteratura, dopodiché ebbe, nel 1940, un primo incarico di insegnamento di storia della letteratura italiana all'Università di Catania, che mantenne fino al 1949 quando conseguì l'ordinariato, quindi resse la cattedra di storia delle tradizioni popolari, una delle prime tre cattedre istituite in Italia per questa disciplina.
Nell'Ateneo catanese, la Naselli tenne pure diversi altri incarichi di insegnamento, nel periodo che va dal 1949 al 1965 (anno del pensionamento): Storia della Letteratura Italiana, Filologia romanza, Letteratura delle tradizioni popolari, Storia della lingua italiana, Lingua e Letteratura Italiana, oltreché Storia delle tradizioni popolari, sia nella Facoltà di Lettere e Filosofia dell'Università di Catania che nell'Istituto Universitario di Magistero di Catania. Rimasta nubile, di profonda fede religiosa, nel 1944 prese anche i voti di terziaria domenicana, divenendo poi priora provinciale del "Terz'ordine domenicano femminile".
Condusse una vita culturale molto intensa (fu, tra l'altro, molto amica di Gina Fasoli), partecipando a convegni, tenendo conferenze, collaborando a giornali e riviste, organizzando mostre ed esposizioni. Fu presidente del comitato catanese della Società Nazionale "Dante Alighieri" e della "Società di Storia Patria per la Sicilia Orientale", di cui curò la biblioteca essendone stata per molti anni prima segretaria poi direttrice, quindi diresse pure, dal 1954, la rivista l'«Archivio storico per la Sicilia orientale».
Nel 1934 partecipò attivamente ai festeggiamenti per il V centenario della fondazione dell'Università di Catania, in particolare progettando, con la collaborazione del prof. Guido Libertini, il sigillo ufficiale per uso dell'Ateneo.
In sua memoria, il comune di Catania le ha intitolato una via nella zona di San Giovanni Galermo.
Un suo profilo è stato tracciato dall'allora suo assistente universitario Carmelo Ciccia, nel libro Profili di letterati siciliani dei secoli XVIII-XX.

## Studi e ricerche
La Naselli – come Cocchiara e Pitrè a Palermo – fu caposcuola dell'università etnea negli studi folklorici e delle tradizioni popolari siciliane. Nonostante tutto, essi riuscirono (in primis, la Naselli) a far fronte, continuando a professare rigorosamente il metodo storico-filologico nella loro indagine di studio e di ricerca, all'imperante storicismo ideologico crociano che metteva in secondo piano queste discipline perché tacciate di simpatizzare con i metodi del positivismo, diatriba che si sarebbe poi  attenuata solo dopo i lavori di Ernesto De Martino sull'etnologia storicistica.
Molte furono le sue pubblicazioni, che spaziano su un ampio ventaglio di discipline umanistiche, ma tutte accomunate da un unico motivo di fondo essenzialmente riconducibile al costante intento – della Naselli – di perseguire comunque un'indagine storico-filologica sul folklore e le tradizioni popolari, spesso condotta con taglio interdisciplinare (ma sempre entro l'ambito delle discipline prettamente umanistiche). Fra le sue moltissime pubblicazioni, degno di nota è il saggio sul linguista veneto Alessandro Citolini, autore di una prima opera sulla grammatica italiana (e poco conosciuto perché vissuto e morto a Londra intorno al 1582), così come la monografia Studi di letteratura antica siciliana (1935). La Naselli si interessò anche di problemi di storia della lingua e della letteratura italiana, così come di storia civile, religiosa e politica siciliana, in particolare dell'area etnea.
Parte dell'opera della Naselli, verrà poi ripresa e continuata da Santi Correnti.

## Opere
- La processione del Venerdì Santo e i flagellanti a Bronte nel 1849.
- La satira e le donne in una prosa giovanile di Vittorio Alfieri, Tip. E. Sarta, 1921.
- Dieci lettere inedite di Tommaso Gargallo a Giuseppe Gioeni, Officine Grafiche V. Giannotta, Catania, 1923.
- Il Petrarca nell'Ottocento, F. Perrella, Napoli, 1923.
- Il "Giornale del Gabinetto letterario dell'Accademia Gioenia" di Catania (1834-1868), Catania, 1925.
- Domenico Cavalca, Il Solco, Città di Castello, 1925.
- Il martirio di S. Agata di un drammaturgo del seicento Jacopo Cicognini, Officina grafica moderna F.lli Impegnoso & Pulvirenti, Catania, 1927.
- Recite goldoniane di filodrammatici catanesi nel Secolo XVIII, Stab. grafico U. Bortoli, Venezia, 1927.
- Vincenzo Monti e Giuseppe Piazzi, Scuola tip. Boccone del povero, Palermo, 1927.
- Il martirio di S. Agata: componimento tragico inedito di C. Gemmellaro, Officina grafica moderna F.lli Impegnoso & Pulvirenti, Catania, 1928.
- Nel I centenario della nascita di Pietro Platania: 5 aprile 1828-5 aprile 1928, Officina grafica moderna F.lli Impegnoso & Pulvirenti, Catania, 1928.
- Cultura e governo borbonico in Sicilia nella prima metà dell'Ottocento: a proposito dei vocabolari dialettali,  Tipografia dell'Istituto maschile Vittorio Emanuele III, Benevento, 1929.
- Il nocciolo nel territorio di Linguaglossa e di Castiglione. Saggio di botanica di economia popolare e di demopsicologia, con canti popolari inediti, Libreria Tirelli di F. Guaitolini, Catania, 1929.
- Il castello Ursino e il museo Biscari, Tip. Zuccarello & Izzi, Catania, 1930.
- Ferdinando III a Catania nel 1806: da una relazione inedita del tempo, Editoriale siciliana tipografica, Catania, 1930.
- Letteratura e scienza nel Convento Benedettino di S. Nicolò all'Arena di Catania: con saggio bibliografico, Tip. Zuccarello & Izzi, Catania, 1930.
- Una sacra rappresentazione siciliana del secolo XVI, 1930.
- Uno storiografo del Risorgimento catanese: Vincenzo Finocchiaro, Editoriale Siciliana Tipografica, Catania, 1930.
- Traduzioni dialettali siciliane di poeti greci e latini: divagazioni teoriche e appunti bibliografici, Milano, 1930.
- Garibaldo Cepparelli: scrittore dialettale, La Tipografica Varese, 1931.
- Presepi di Sicilia, 1931.
- Una sacra rappresentazione siciliana del secolo XVI, Torino, 1931.
- Terremoti etnei e storie di popolo, Tip. Classica, Firenze, 1931.
- L'Università di Catania nel sacco dell'Aprile 1849, Tip. Zuccarello & Izzi, Catania, 1931.
- Arte sacra popolare siciliana, Sindacato italiano arti grafiche, Roma, 1932.
- Il fascismo e le tradizioni popolari, Studio Edit. Moderno, Catania, 1932.
- Perché il V battaglione siciliano del 1849 fu soprannominato "corso", Zuccarello & Izzi, Catania, 1932.
- Vocabolari dialettali e folklore, Comunicazione letta al II Congresso Nazionale delle tradizioni popolari, Udine, 5-8 settembre 1931.
- Commediografi e accademici siciliani nel Seicento: Vincenzo Belando e Vincenzo Errante, SEI, Torino, 1933.
- Per le denominazioni delle strade di Catania, Editoriale siciliana tipografica, Catania, 1933.
- Itinerari catanesi, V. Muglia, Catania, 1934.
- Per la ripresa e l'autenticità di un costume siciliano, Comunicazione tenuta al III Congresso nazionale di arti e tradizioni popolari, Trento, settembre 1934.
- Lo studio catanese e il culto di S. Agata, Editoriale Siciliana tipografica, Catania, 1934.
- La vita a Catania nell'Ottocento, Catania, 1934.
- Satira di popolo nel Risorgimento siciliano, Tip. Zuccarello & Izzi, catania, 1935.
- Studi di letteratura antica siciliana, V. Muglia, Catania, 1935.
- La Mostra interprovinciale di arti popolari siciliane, Catania, ottobre-novembre 1936, Stab. tip. Capriotti, Catania, 1936.
- Un poemetto in onore della Regina Bianca su una eruzione etnea: testo siciliano del secolo XV, Stab. tip. Andò & figli, Palermo, 1937.
- Vincenzo Casagrandi: in memoriam, Scuola tip. Boccone del povero, Palermo, 1938.
- Manto siciliano e faldetta Maltese, Tip. Zuccarello & Izzi, Catania, 1940.
- La poesia didattica del settecento: problemi storici ed estetici, GUF, Catania, 1941.
- "Per la storia dell'imperfetto indicativo", Lingua nostra, Firenze, IV (1942) pp. 6–8.
- "Alessandro Citolini e la sua inedita grammatica italiana", Lingua nostra, Firenze, IV (1942) pp. 51–83.
- Diavoli bianchi e diavoli neri nei leggendari medievali, 1943.
- L'amicizia e il carteggio Mario Rapisardi-Pitrè, Sezione di Catania della Deputazione di Storia patria per la Sicilia, 1945.
- Introduzione allo studio storico della lingua italiana, Crisafulli, Catania, 1945.
- Saggio sulle ninne-nanne siciliane, Tip. Zuccarello & Izzi, Catania, 1948.
- Fonti inedite sulla rivoluzione del 1848 in Sicilia, A. Priulla, Palermo, 1950.
- Foriano Pico: cantimpanca fiorentino del Seicento, Catania, 1951.
- Il quarantotto a Catania: la preparazione, gli avvenimenti, Deputazione di Storia patria per la Sicilia, 1951.
- Studi di folklore: drammatica popolare, culto degli alberi, tarantella, empanadilla, G. Crisafulli, Catania, 1953.
- L'uomo-pesce nella novellistica e nelle rappresentazioni sceniche popolari, L'arte tipografica, Napoli, 1954.
- L'antica canzone napoletana di Capodanno "Io te canto in discanto", Pubblicazioni della Facoltà di lettere e filosofia, Catania, 1955.
- Le maschere lignee della Val D'Aosta, 1956.
- Michele Catalano, Deputazione per la Storia patria della Sicilia, 1958.
- Per un dizionario del folklore modenese, Stab. poligrafico Artioli, Modena, 1958.
- Salvatore Lo Presti, 1960.
- Usanze relative al lutto in Sicilia, Deputazione di Storia patria per la Sicilia, 1960.
- Pagine inedite del patriota Salvatore Brancaleone Pitta sul 1860 in Catania, Deputazione per la Storia patria della Sicilia, 1962.
- Aggiunte alle tradizioni popolari nella divina commedia raccolte dal Pitrè, Centro di studi filologici e linguistici siciliani, 1966.
- Giuseppe Pitrè, la musica popolare e il carteggio inedito col maestro Francesco Paolo Frontini, S.F. Flaccovio, Palermo, 1968.
- Manoscritti e opuscoli di Valentino Ostermann nelle biblioteche riunite di Catania, Societa filologica friulana, udine, 1969.
- Lingua parlata e lingua scritta nel pensiero del Foscolo, Mori, Palermo, 1970.